# Centre-Val de Loire
Ne doit pas être confondu avec Pays de la Loire.
« Région Centre » redirige ici. Pour les autres significations, voir Région Centre (homonymie), Centre et CVL.
Le Centre-Val de Loire (appelé Centre jusqu'au 16 janvier 2015) est une région administrative du Centre Ouest de la France qui regroupe trois provinces historiques : le Berry, l'Orléanais (incluant les pays blésois, dunois et vendômois), ainsi que la Touraine. L'extrémité nord-nord-ouest du territoire faisait partie d'une quatrième province : le Perche ; l'extrémité sud-est, d'une cinquième province : le Bourbonnais. Une partie de la région se situe dans la région naturelle du Val de Loire.
Septième région par sa superficie, le Centre-Val de Loire s'étend sur 39 151 km2 et compte 2,58 millions d'habitants au 1er janvier 2014, soit 4 % de la population métropolitaine. Sa densité de population est de 66 hab/km2, moitié moindre que celle de la France métropolitaine, ce qui en fait une région peu densément peuplée. La densité de population est plus forte sur l'axe ligérien, où vit la moitié de la population.
La région est composée de six départements : le Cher, l'Eure-et-Loir, l'Indre, l'Indre-et-Loire, le Loir-et-Cher et le Loiret. Elle ne compte que deux communes de plus de 100 000 habitants : Tours, classée 26e parmi les communes les plus peuplées de France avec 135 787 habitants en 2017, et la préfecture régionale, Orléans, au 34e rang avec 114 644 habitants. Les autres préfectures des départements, Bourges, Blois, Châteauroux et Chartres, comptent une population comprise entre 38 000 et 67 000 habitants.

## Géographie
La composition de la région en départements est la suivante.
| Nom                 | Code Insee | Superficie (km2) | Population (dernière pop. légale) | Densité (hab./km2) | Modifier             |
| ------------------- | ---------- | ---------------- | --------------------------------- | ------------------ | -------------------- |
| Cher                | 18         | 7 235,00         | 299 496 (2022)                    | 41                 | modifier les données |
| Eure-et-Loir        | 28         | 5 880,00         | 432 950 (2022)                    | 74                 | modifier les données |
| Indre               | 36         | 6 791,00         | 216 809 (2022)                    | 32                 | modifier les données |
| Indre-et-Loire      | 37         | 6 127,00         | 616 326 (2022)                    | 101                | modifier les données |
| Loir-et-Cher        | 41         | 6 343,00         | 328 953 (2022)                    | 52                 | modifier les données |
| Loiret              | 45         | 6 775,00         | 687 063 (2022)                    | 101                | modifier les données |
| Centre-Val de Loire | 24         | 39 150,90        | 2 581 597 (2022)                  | 66                 | modifier les données |

Les six départements composant le Centre-Val de Loire regroupent 20 arrondissements, 102 cantons et 1 757 communes pour une superficie de 39 151 km2 :
| Département         | Code Insee | Chef-lieu   | Arrondissements | Cantons | Communes |
| ------------------- | ---------- | ----------- | --------------- | ------- | -------- |
| Cher                | 18         | Bourges     | 3               | 19      | 286      |
| Eure-et-Loir        | 28         | Chartres    | 4               | 15      | 365      |
| Indre               | 36         | Châteauroux | 4               | 13      | 241      |
| Indre-et-Loire      | 37         | Tours       | 3               | 19      | 272      |
| Loir-et-Cher        | 41         | Blois       | 3               | 15      | 267      |
| Loiret              | 45         | Orléans     | 3               | 21      | 325      |
| Centre-Val de Loire |            |             | 20              | 102     | 1 756    |

Le Centre-Val de Loire est limitrophe des régions Auvergne-Rhône-Alpes, Bourgogne-Franche-Comté, Île-de-France, Nouvelle-Aquitaine, Normandie et Pays de la Loire. La région est la 7e de France en superficie.

### Géologie du Centre-Val de Loire: un aperçu
Le Centre-Val de Loire présente une multitude de régions naturelles dont le Val de Loire constitue l'axe structurant. Géologiquement,, cette région, majoritairement de plaine, couvre la partie sud du Bassin parisien (Beauce, Berry, Brenne, Drouais, Gâtinais, Orléanais, Pays-Fort, Perche, Puisaye, Sancerrois,, Sologne, Thimerais, Touraine) et une petite partie du nord du Massif central (Boischaut, Marche). Les terrains sont âgés du Paléozoïque (chaîne varisque) au Quaternaire, en passant par le Mésozoïque et le Cénozoïque.
Les formations géologiques les plus récentes sont les alluvions fluviatiles quaternaires de la Loire et de ses affluents (Beuvron, Cher, Cosson, Indre, Sauldre) ainsi que des autres cours d'eau (Anglin, Arnon, Claise, Creuse, Sauldre, Yèvre). S'ajoutent aussi les dépôts de lœss en Beauce, synonymes de sols fertiles propices à l'agriculture céréalière intensive.
Les formations du Cénozoïque présentent une variété de roches sédimentaires d'origine marine et continentale (lacustre, fluviatile, altérites) occupant majoritairement les régions naturelles de la Beauce, de la Sologne, de la Brenne et des Gâtines.
Les formations du Mésozoïque englobent également des roches sédimentaires d'origine marine et continentale dont les âges évoluent du sud vers le nord, des roches les plus anciennes du Trias (Boischaut, Marche, Val de Germigny) aux plus récentes du Crétacé (Drouais, Gâtinais, Pays-Fort, Perche, Touraine) en passant par celles du Jurassique (Berry, Blancois, Richelais, Sancerrois).
Enfin, les formations du Paléozoïque sont composées de roches magmatiques et métamorphiques (Boischaut, Marche) appartenant au Massif central et formées au cours de l'orogenèse varisque.
La géodiversité de la région Centre-Val de Loire a largement influencé les différents paysages, ces derniers ayant été aménagés par l'Homme au fil des siècles. Par exemple, le sous-sol argilo-sableux de la Sologne a favorisé l'implantation de milliers d'étangs artificiels, tout comme en Brenne. L'Homme a aussi su mettre à profit les ressources minérales du sous-sol régional avec la célèbre pierre de tuffeau,, les faluns de Touraine, le calcaire de Beauce, les silex du Grand-Pressigny ou les « pierres à fusil » de la vallée du Cher (Meusnes, Couffy). Du pétrole est toujours exploité dans le Loiret au sein de sables du Crétacé à environ 600 m de profondeur.
Comme toutes les régions françaises, le Centre-Val de Loire bénéficie d'un inventaire en continu des sites géologiques d'intérêt patrimonial, dans le cadre de l'Inventaire National du Patrimoine Géologique (INPG). La géodiversité couplée à la biodiversité constituent le patrimoine naturel. À ce jour, 127 sites géologiques d'intérêt patrimonial ont été recensés par la Commission Régionale du Patrimoine Géologique du Centre-Val de Loire (CRPG). La liste des sites est consultable sur le site de l'Inventaire national du patrimoine naturel (INPN).

### Topographie et hydrographie

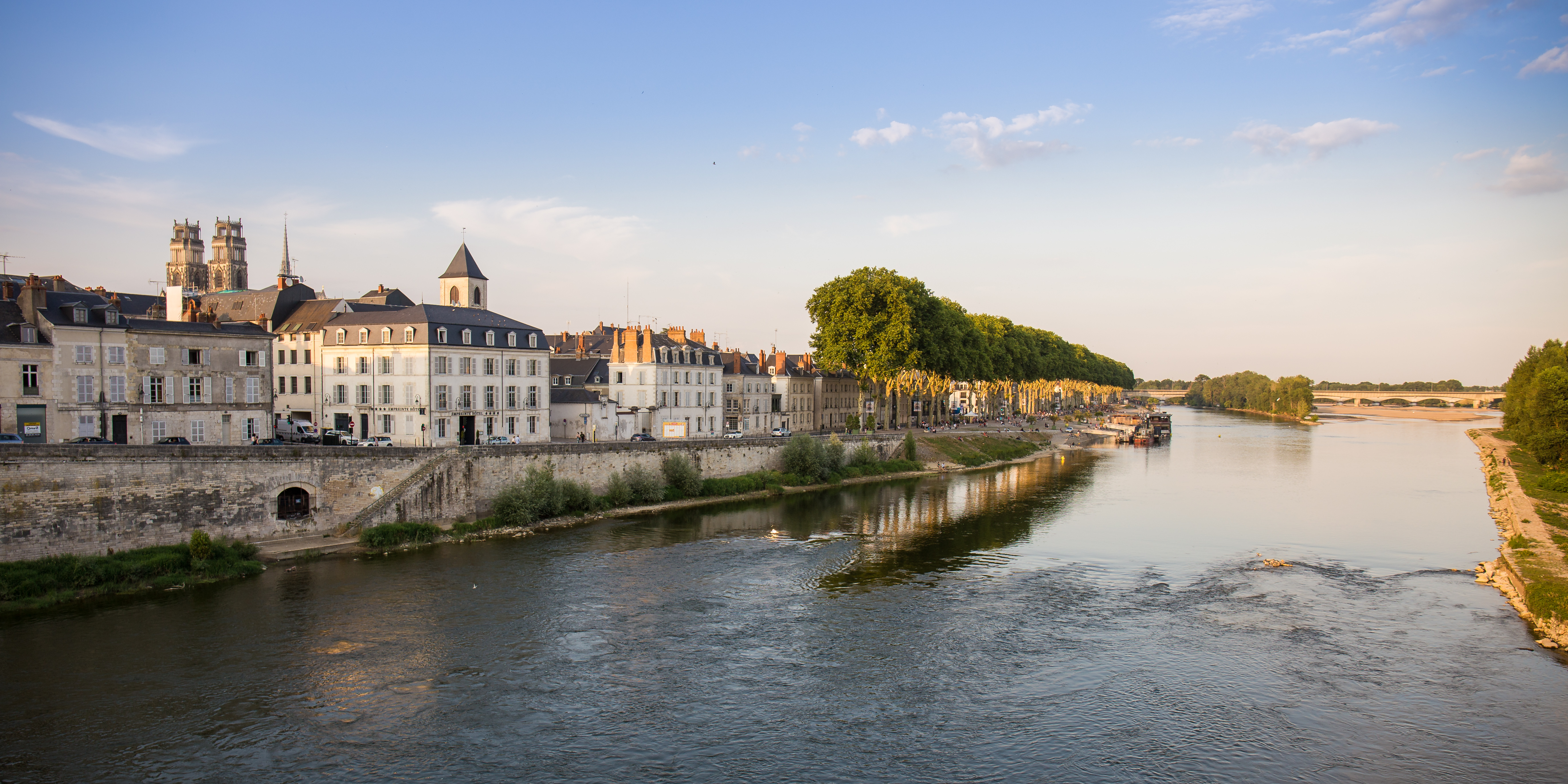
Bords de Loire à Orléans.

Le relief qui se dessine de part et d'autre de son lit est constitué de plaines et de plateaux aux caractéristiques géographiques différentes. Au plateau calcaire légèrement ondulé de la Champagne berrichonne, au sud-est, succèdent la Brenne (pays « aux mille étangs »), et les plateaux argileux de la Touraine dans le sud-ouest.
Au sud et à l'est se dessinent des cuestas avec des plateaux calcaires et des dépressions argileuses en bordure du Massif central (Motte d'Humbligny (collines du Sancerrois), 429 m). Au nord et au centre s'étendent les plateaux de Beauce, de la Sologne et de la forêt d'Orléans. En Sologne, la nature des sols a favorisé l'implantation de milliers d'étangs artificiels, ainsi que des landes et des taillis. C'est le paradis des oiseaux et du gibier.
Le Centre-Val de Loire est traversé par le plus long fleuve de France (la Loire, 1 006 km) qui connaît des débits des plus irréguliers. De plus, de nombreux et divers affluents viennent s’y greffer.
Le Centre-Val de Loire est soumis à trois types de crues, dont certaines ont marqué l'histoire de la région (ex. 1856, 1866) :
- les crues d’origine océanique caractérisées par une lente montée des eaux issue de dépressions provenant de l’ouest ;
- les crues d’origine cévenoles caractérisées par des précipitations intenses et longues se produisant sur les hauts bassins de la Loire et de l’Allier ;
- les crues dites « mixtes » mêlant les deux origines.

### Environnement

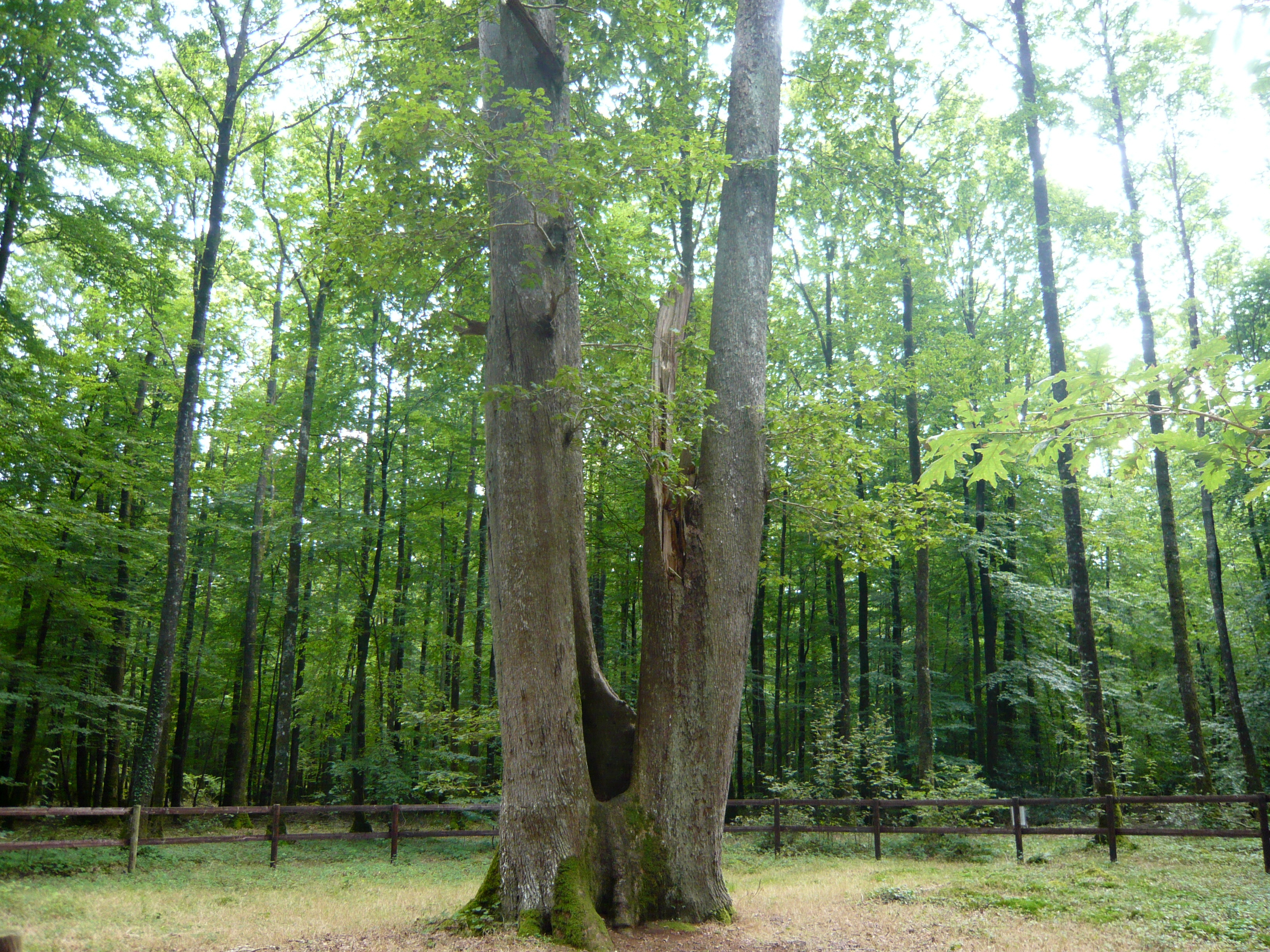
La forêt de Senonches au sein du parc naturel du Perche.

#### Milieux
Au-delà des images de grandes étendues céréalières, le Centre-Val de Loire dispose d’une grande diversité de paysages et de milieux naturels : forêts, étangs, pelouses calcaires sèches, landes, tourbières, et la Loire et ses bancs de sable et forêts alluviales.
La région abrite la plus grande forêt domaniale de France, la forêt d'Orléans qui s’étend sur plus de 35 000 ha au nord de la Loire et d’Orléans.
23 % du territoire régional, soit 900 000 hectares, est couvert par les forêts et les autres boisements, principalement la forêt d’Orléans, la Sologne et l’est de la forêt du Perche. Les forêts sont en très grande majorité privées (85 %).
De plus, la région accueille plus de 5 % des zones humides connues sur le territoire national[réf. souhaitée] concentrées surtout en Brenne avec ses 1 300 étangs et en Sologne avec ses 3 000 étangs. Au cours des dix dernières années, plus de 10 % des zones de marais ou de tourbières ont néanmoins disparu.

#### Faune
La juxtaposition de milieux fermés et ouverts favorise une grande diversité biologique, depuis les grands mammifères comme le cerf élaphe, le chevreuil, le sanglier, les oiseaux des bois comme l’engoulevent d'Europe, le pic noir et le pic cendré. La forêt accueille depuis les années 1980 la nidification du balbuzard pêcheur, marquant le retour du rapace en France après des décennies de déclin. Disparu du territoire métropolitain au cours du XIXe siècle, le rapace avait trouvé un dernier refuge en Corse où il ne subsistait que trois couples en 1974.
Les zones humides régionales recèlent une grande diversité d’insectes et constituent une ressource importante pour les nombreuses espèces des cinq classes de vertébrés.

#### Flore
Bien qu’encore incomplets selon les départements, les inventaires floristiques du Centre-Val de Loire font état d’une grande diversité des milieux, de grands espaces forestiers comme la Sologne aux grandes plaines comme la Beauce. Le département du Loiret, par exemple, abrite presque un tiers de la flore française avec plus de 1 450 espèces.

#### Espaces protégés
Le territoire régional abrite trois parcs naturels régionaux : la Brenne, Loire-Anjou-Touraine et le Perche.

#### Impacts sur les milieux naturels

##### Fragmentation des milieux
La région est écologiquement très fragmentée. En 2010, la DREAL et la Région ont lancé l’élaboration du Schéma régional de cohérence écologique (SRCE), visant à restaurer dans la région un réseau écologique plus fonctionnel. En 2001, une première cartographie de la trame verte et bleue et des milieux naturels a été réalisée qui permettra de préparer le SRCE, traduction administrative du projet de Trame verte et bleue européenne (réseau écologique paneuropéen, national et régional pour les six départements de cette région, dans le cadre de la loi Grenelle II et de la nouvelle stratégie nationale pour la biodiversité (2010-2011).

##### Aménagements et exploitation
Les aménagements fluviaux perturbent la dynamique fluviale avec à terme une disparition des zones humides et des vallées alluviales. Les zones d’extraction de granulats ont augmenté par exemple de 30 % en dix ans (16 % au niveau national). Cette disparition entraîne la réduction de la biodiversité de la région. Les peuplements piscicoles reflètent la dégradation du milieu aquatique et restent majoritairement (61 %) perturbés ou dégradés.

##### Agriculture
En 2023, Greenpeace recense 103 fermes usines sur le territoire régional, concentrant à elles seules 6,8 million de volailles, plus de 117 000 porcs, 550 vaches laitières et 2 050 veaux et autres bovins.

### Axes de communication et transports
De nombreuses autoroutes traversent le Centre-Val de Loire et relient - Paris à Lyon (A6) - à Bordeaux (A10) - à Clermont-Ferrand (A71) - à Rennes et à Nantes (A11) - à Nevers (A77) - à Toulouse (A20). Trois autoroutes transversales, Orléans-Sens (A19), Vierzon-Tours-Angers (A85) et Tours-Le Mans-Rouen (A28), complètent le réseau.
Côté transport par voie ferrée, le conseil régional finance le réseau TER Centre-Val de Loire, dont il délègue la gestion à la SNCF.
Du côté du transport aérien, un projet de petit aéroport est en cours à Châteaudun. D'ailleurs, le Grand Châteaudun a programmé, dans le mois de mai, trois réunions publiques sur le thème du devenir de l’aérodrome de Châteaudun (Eure-et-Loir).
Après les trois premières réunions qui avaient été organisées à Cloyes-les-Trois-Rivières, Brou et Châteaudun, en octobre 2021, le Grand Châteaudun souhaite repartir à la rencontre de ses habitants afin de rendre compte de l’avancée du projet de reconversion de l’aérodrome civil de Châteaudun (OACI : LFOC).

### Tourisme
La cathédrale de Chartres est l'une des attractions majeures de la région, et peut être observée au loin par les randonneurs en raison du relief très peu accidenté. Elle est visible du vélorail du Pays Chartrain, un trajet de 12,5 km aller-retour sur une ancienne ligne ferroviaire du Centre-Val de Loire, l'axe Paris-Chartres par Gallardon. Le vélorail du Pays Chartrain a participé à l'engouement pour « moyen de transport original et ludique » qui a le « vent en poupe ».
La ville de Châteaudun dispose de d'atouts touristique avec son Château, ses grottes, son musée des beaux arts et d'histoire naturelle et ses brocantes.
De plus la région est connue dans le monde entier pour les châteaux de la Loire incise pour la plupart au patrimoine mondial, parmi les plus connus peuvent être cités celui de Chambord, de Chenonceau, de Blois, de Cheverny, de Loches, de Chaumont-sur-Loire, d'Azay-le-Rideau, du Clos Lucé, d'Amboise, d'Ussé, etc.
En plus des châteaux et hôtels particuliers, la région comporte de nombreux monuments à l'image des pont-canal de Briare ou de celui sur la Sauldre, ou de la pagode de Chanteloup, par exemple.
La région abrite aussi le zoo de Beauval, proche de Saint-Aignan (Loir-et-Cher).

## Histoire

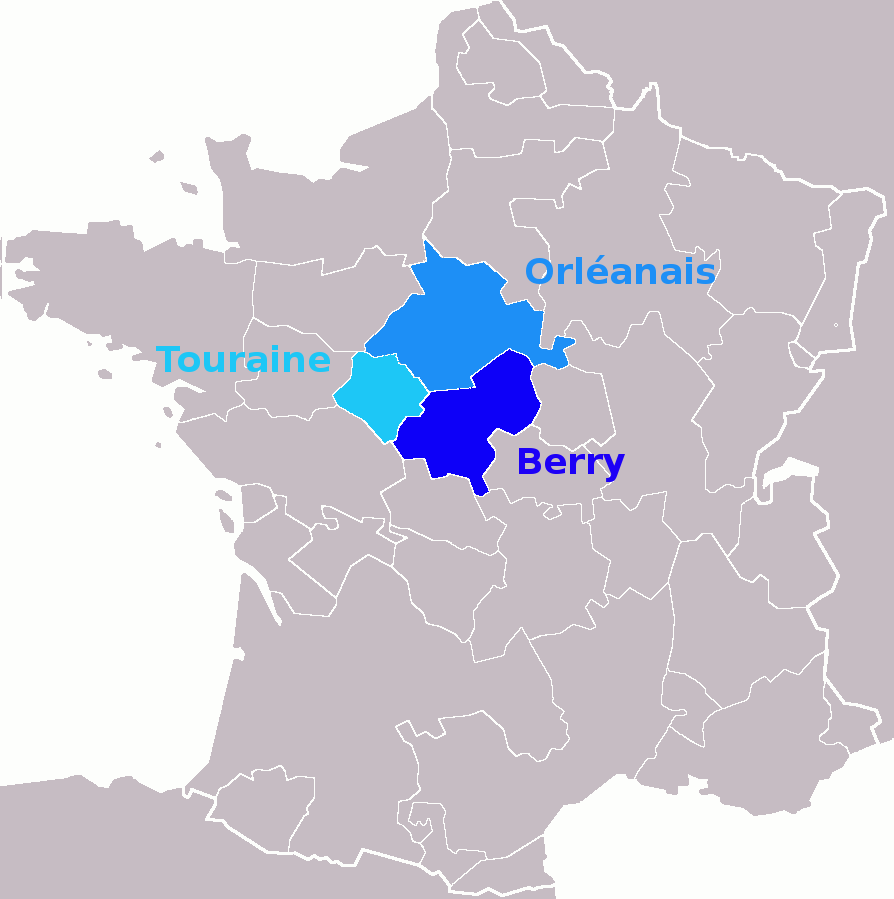
Les anciennes provinces composant l'actuelle région Centre-Val de Loire.

Historiquement, les départements du Centre-Val de Loire ont été constitués globalement à partir de trois provinces historiques :
- l'Orléanais (Loiret, Eure-et-Loir, Loir-et-Cher) ;
- le Berry (Cher et Indre) ;
- la Touraine (Indre-et-Loire).

Celles-ci sont entrées très tôt dans le domaine royal (Orléans ayant, avec Paris, constitué le noyau d'origine de ce domaine), à la formation duquel elles contribuèrent très largement : les châteaux de la Loire — de Gien à Chinon, en passant par Chambord, Blois, Chenonceau, Azay-le-Rideau, La Ferté-Saint-Aubin… témoignent d'un héritage commun.
La région a vu naître ou a accueilli de nombreuses célébrités littéraires : Honoré de Balzac, René Descartes, François Rabelais, Pierre de Ronsard, George Sand, Charles Péguy, Marcel Proust, Jules Romains, Anatole France, Max Jacob, Maurice Genevoix, Gaston Couté, François Villon, Alain-Fournier, Étienne Dolet, Guillaume de Lorris, Alfred de Vigny, Voltaire, Beaumarchais, etc.

### Controverse identitaire
L'histoire du Centre-Val de Loire est marquée par une problématique identitaire. Elle se compose en effet d'anciennes provinces hétérogènes (Berry-Orléanais-Touraine).

Drapeau de l'Orléanais.
Drapeau du Berry.
Drapeau de la Touraine.

Logo de la région avant le changement de nom en 2015.

Ces différences eurent une répercussion d'abord sur le choix de la préfecture régionale, puis sur le nom de la région.
La préfecture fut attribuée à Orléans en 1964, bien que Tours soit plus peuplée. La raison de ce choix s'expliquerait notamment par une rivalité compliquée entre Jean Royer et Michel Debré, tous deux ministres gaullistes, et respectivement maires de deux villes de Touraine que sont Tours et Amboise. On prête également à Michel Debré d'avoir influé sur le choix d'Orléans, à la suite de son échec personnel lors des élections législatives de 1962 en Indre-et-Loire. Ce choix anima les crispations entre ces deux villes.
Baptisée « Région Centre » en 1956 par les services du ministère de l'Intérieur, l'appellation de la région souleva aussi des débats. Si ce nom avait l'avantage de ne pas mettre en avant l'une ou l'autre province, il ne revêtait aucune identité et était ambigu puisque la région ne se situe pas tout à fait au centre de la France. En 1990, les élus régionaux ambitionnent un changement de nom plus évocateur en France et à l'étranger. Quatre propositions sont faites : « Val de France », « Val de Loire », « Cœur de France » et « Centre-Val-de-Loire ». À l'automne 1994, les élus votent pour le nom « Centre-Val-de-Loire ». Cependant la loi dispose que tout changement de nom d'une région est soumis à l'accord des autres régions. L’opposition du président de la région des Pays de la Loire à l'utilisation du nom de « Loire », interdit alors le changement du nom de la région Centre.

Logo de la région depuis le changement de nom en 2015.

Ce n'est que par la loi du 16 janvier 2015 relative à la délimitation des régions, aux élections régionales et départementales et modifiant le calendrier électoral, que le nom de « Centre-Val de Loire » sera officialisé pour la région. À la suite du changement de nom officiel en janvier 2015, la région Centre-Val de Loire s’est dotée d’un nouveau logo, dévoilé le 17 mars 2015. Réalisé en interne par les services du conseil régional, ce logo conserve le cœur symbolique de l’ancienne identité visuelle, tout en adoptant un tracé plus souple et des couleurs variées. Le bleu, le vert et le jaune font référence aux grands ensembles territoriaux et aux paysages caractéristiques de la région, tandis que la ligne ondulée évoque la Loire, élément structurant du territoire,.

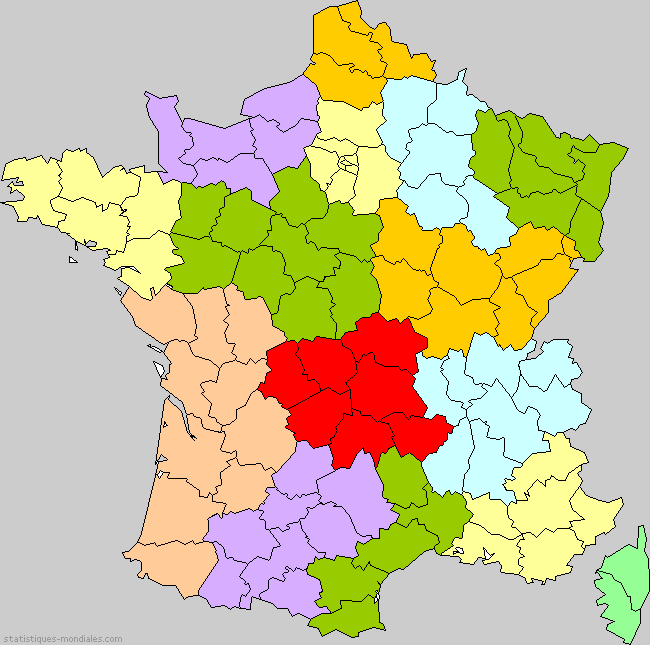
Proposition de réforme des régions par le comité Balladur (la région Val de Loire en vert) en 2010.

Pour résoudre ce problème d'identité et d'image, il avait été évoqué en 2014 de créer une région Val de Loire associée avec le Maine-et-Loire, la Sarthe et la Mayenne. Ce découpage correspondait au nom de la région naturelle, aux châteaux de la Loire et aux vignobles de la vallée de la Loire,.
Désormais, la cohabitation au sein de la région est apaisée, les universités d'Orléans et de Tours s'étant, par exemple, réunies pour créer Centre - Val de Loire Université.

## Politique et administration

### Tendances politiques et élections

#### Récapitulatif des résultats électoraux récents
| Scrutin             | Département         | 1er tour | 1er tour | 1er tour | 1er tour | 1er tour | 1er tour | 1er tour | 1er tour | 1er tour | 1er tour | 1er tour | 1er tour | 1er tour | 2d tour     | 2d tour     | 2d tour     | 2d tour     | 2d tour     | 2d tour     | 2d tour     | 2d tour     | 2d tour     | 2d tour     | 2d tour     | 2d tour     | 2d tour     |
| Scrutin             | Département         | 1er      | 1er      | %        | 2e       | 2e       | %        | 3e       | 3e       | %        | 4e       | 4e       | %        | Abs      | 1er         | 1er         | %           | 2e          | 2e          | %           | 3e          | 3e          | %           | 4e          | 4e          | %           | Abs         |
| ------------------- | ------------------- | -------- | -------- | -------- | -------- | -------- | -------- | -------- | -------- | -------- | -------- | -------- | -------- | -------- | ----------- | ----------- | ----------- | ----------- | ----------- | ----------- | ----------- | ----------- | ----------- | ----------- | ----------- | ----------- | ----------- |
| Présidentielle 2012 | Centre-Val de Loire |          | UMP      | 27,90    |          | PS       | 26,64    |          | FN       | 19,37    |          | FG       | 10,51    | 18,13    |             | UMP         | 50,56       |             | PS          | 49,44       | Pas de 3e   | Pas de 3e   | Pas de 3e   | Pas de 4e   | Pas de 4e   | Pas de 4e   | 18,05       |
| Présidentielle 2012 | 18                  |          | PS       | 26,76    |          | UMP      | 24,96    |          | FN       | 19,73    |          | FG       | 13,81    | 19,62    |             | PS          | 54,04       |             | UMP         | 45,96       | Pas de 3e   | Pas de 3e   | Pas de 3e   | Pas de 4e   | Pas de 4e   | Pas de 4e   | 19,82       |
| Présidentielle 2012 | 28                  |          | UMP      | 29,39    |          | PS       | 25,71    |          | FN       | 20,72    |          | MODEM    | 9,22     | 19,00    |             | UMP         | 53,47       |             | PS          | 46,53       | Pas de 3e   | Pas de 3e   | Pas de 3e   | Pas de 4e   | Pas de 4e   | Pas de 4e   | 18,72       |
| Présidentielle 2012 | 36                  |          | PS       | 29,87    |          | UMP      | 24,16    |          | FN       | 19,55    |          | FG       | 11,26    | 18,03    |             | PS          | 55,66       |             | UMP         | 44,34       | Pas de 3e   | Pas de 3e   | Pas de 3e   | Pas de 4e   | Pas de 4e   | Pas de 4e   | 17,88       |
| Présidentielle 2012 | 37                  |          | UMP      | 28,24    |          | PS       | 28,10    |          | FN       | 15,98    |          | FG       | 10,93    | 17,28    |             | PS          | 51,23       |             | UMP         | 48,77       | Pas de 3e   | Pas de 3e   | Pas de 3e   | Pas de 4e   | Pas de 4e   | Pas de 4e   | 17,10       |
| Présidentielle 2012 | 41                  |          | UMP      | 28,35    |          | PS       | 25,01    |          | FN       | 20,88    |          | FG       | 9,85     | 17,19    |             | UMP         | 52,43       |             | PS          | 47,57       | Pas de 3e   | Pas de 3e   | Pas de 3e   | Pas de 4e   | Pas de 4e   | Pas de 4e   | 17,34       |
| Présidentielle 2012 | 45                  |          | UMP      | 29,31    |          | PS       | 25,45    |          | FN       | 20,58    |          | FG       | 9,31     | 18,11    |             | UMP         | 54,03       |             | PS          | 45,97       | Pas de 3e   | Pas de 3e   | Pas de 3e   | Pas de 4e   | Pas de 4e   | Pas de 4e   | 18,03       |
| Européennes 2014    | Centre-Val de Loire |          | FN       | 26,52    |          | UMP      | 21,14    |          | PS       | 12,82    |          | MODEM    | 10,73    | 55,12    | Tour unique | Tour unique | Tour unique | Tour unique | Tour unique | Tour unique | Tour unique | Tour unique | Tour unique | Tour unique | Tour unique | Tour unique | Tour unique |
| Européennes 2014    | 18                  |          | FN       | 27,50    |          | UMP      | 20,85    |          | PS       | 11,61    |          | FG       | 10,35    | 56,39    | Tour unique | Tour unique | Tour unique | Tour unique | Tour unique | Tour unique | Tour unique | Tour unique | Tour unique | Tour unique | Tour unique | Tour unique | Tour unique |
| Européennes 2014    | 28                  |          | FN       | 27,12    |          | UMP      | 23,22    |          | PS       | 11,64    |          | MODEM    | 10,26    | 57,12    | Tour unique | Tour unique | Tour unique | Tour unique | Tour unique | Tour unique | Tour unique | Tour unique | Tour unique | Tour unique | Tour unique | Tour unique | Tour unique |
| Européennes 2014    | 36                  |          | FN       | 27,80    |          | UMP      | 20,82    |          | PS       | 14,44    |          | MODEM    | 9,36     | 54,80    | Tour unique | Tour unique | Tour unique | Tour unique | Tour unique | Tour unique | Tour unique | Tour unique | Tour unique | Tour unique | Tour unique | Tour unique | Tour unique |
| Européennes 2014    | 37                  |          | FN       | 22,30    |          | UMP      | 20,65    |          | PS       | 14,12    |          | MODEM    | 12,76    | 54,32    | Tour unique | Tour unique | Tour unique | Tour unique | Tour unique | Tour unique | Tour unique | Tour unique | Tour unique | Tour unique | Tour unique | Tour unique | Tour unique |
| Européennes 2014    | 41                  |          | FN       | 28,50    |          | UMP      | 18,82    |          | PS       | 12,98    |          | MODEM    | 11,64    | 53,62    | Tour unique | Tour unique | Tour unique | Tour unique | Tour unique | Tour unique | Tour unique | Tour unique | Tour unique | Tour unique | Tour unique | Tour unique | Tour unique |
| Européennes 2014    | 45                  |          | FN       | 28,05    |          | UMP      | 21,86    |          | PS       | 12,23    |          | MODEM    | 9,98     | 54,80    | Tour unique | Tour unique | Tour unique | Tour unique | Tour unique | Tour unique | Tour unique | Tour unique | Tour unique | Tour unique | Tour unique | Tour unique | Tour unique |
| Régionales 2015     | Centre-Val de Loire |          | FN       | 30,48    |          | UDI      | 26,25    |          | PS       | 24,31    |          | EELV     | 6,60     | 50,46    |             | PS          | 35,42       |             | UDI         | 34,58       |             | FN          | 30,00       | Pas de 4e   | Pas de 4e   | Pas de 4e   | 40,78       |
| Régionales 2015     | 18                  |          | FN       | 31,82    |          | UDI      | 22,73    |          | PS       | 21,84    |          | PCF      | 9,52     | 51,97    |             | PS          | 36,66       |             | FN          | 31,87       |             | UDI         | 31,48       | Pas de 4e   | Pas de 4e   | Pas de 4e   | 42,62       |
| Régionales 2015     | 28                  |          | FN       | 32,01    |          | UDI      | 31,48    |          | PS       | 20,28    |          | EELV     | 5,85     | 51,82    |             | UDI         | 39,72       |             | FN          | 31,35       |             | PS          | 28,93       | Pas de 4e   | Pas de 4e   | Pas de 4e   | 42,30       |
| Régionales 2015     | 36                  |          | FN       | 30,21    |          | UDI      | 26,57    |          | PS       | 25,77    |          | EELV     | 5,95     | 49,47    |             | PS          | 36,51       |             | UDI         | 33,65       |             | FN          | 29,84       | Pas de 4e   | Pas de 4e   | Pas de 4e   | 39,49       |
| Régionales 2015     | 37                  |          | PS       | 27,35    |          | FN       | 26,18    |          | UDI      | 25,61    |          | EELV     | 8,28     | 50,65    |             | PS          | 40,64       |             | UDI         | 33,77       |             | FN          | 25,59       | Pas de 4e   | Pas de 4e   | Pas de 4e   | 40,26       |
| Régionales 2015     | 41                  |          | FN       | 32,34    |          | UDI      | 25,70    |          | PS       | 23,87    |          | EELV     | 6,44     | 48,41    |             | UDI         | 34,08       |             | PS          | 33,73       |             | FN          | 32,19       | Pas de 4e   | Pas de 4e   | Pas de 4e   | 39,15       |
| Régionales 2015     | 45                  |          | FN       | 31,92    |          | UDI      | 25,38    |          | PS       | 24,97    |          | EELV     | 6,33     | 50,09    |             | PS          | 34,63       |             | UDI         | 34,17       |             | FN          | 31,20       | Pas de 4e   | Pas de 4e   | Pas de 4e   | 40,68       |
| Présidentielle 2017 | Centre-Val de Loire |          | FN       | 23,08    |          | EM       | 22,68    |          | LR       | 21,04    |          | LFI      | 17,67    | 19,74    |             | EM          | 63,32       |             | FN          | 36,68       | Pas de 3e   | Pas de 3e   | Pas de 3e   | Pas de 4e   | Pas de 4e   | Pas de 4e   | 23,30       |
| Présidentielle 2017 | 18                  |          | FN       | 24,18    |          | EM       | 22,05    |          | LFI      | 19,51    |          | LR       | 19,09    | 22,23    |             | EM          | 61,17       |             | FN          | 38,83       | Pas de 3e   | Pas de 3e   | Pas de 3e   | Pas de 4e   | Pas de 4e   | Pas de 4e   | 25,34       |
| Présidentielle 2017 | 28                  |          | FN       | 25,08    |          | LR       | 21,84    |          | EM       | 21,74    |          | LFI      | 16,20    | 20,06    |             | EM          | 60,27       |             | FN          | 39,73       | Pas de 3e   | Pas de 3e   | Pas de 3e   | Pas de 4e   | Pas de 4e   | Pas de 4e   | 23,62       |
| Présidentielle 2017 | 36                  |          | FN       | 24,43    |          | EM       | 20,85    |          | LR       | 19,46    |          | LFI      | 19,05    | 20,49    |             | EM          | 60,98       |             | FN          | 39,02       | Pas de 3e   | Pas de 3e   | Pas de 3e   | Pas de 4e   | Pas de 4e   | Pas de 4e   | 23,42       |
| Présidentielle 2017 | 37                  |          | EM       | 24,47    |          | LR       | 21,24    |          | LFI      | 19,40    |          | FN       | 18,98    | 18,69    |             | EM          | 69,23       |             | FN          | 30,77       | Pas de 3e   | Pas de 3e   | Pas de 3e   | Pas de 4e   | Pas de 4e   | Pas de 4e   | 22,97       |
| Présidentielle 2017 | 41                  |          | FN       | 25,12    |          | LR       | 22,07    |          | EM       | 20,98    |          | LFI      | 16,30    | 18,88    |             | EM          | 60,47       |             | FN          | 39,53       | Pas de 3e   | Pas de 3e   | Pas de 3e   | Pas de 4e   | Pas de 4e   | Pas de 4e   | 22,25       |
| Présidentielle 2017 | 45                  |          | FN       | 23,53    |          | EM       | 23,48    |          | LR       | 21,28    |          | LFI      | 16,35    | 19,44    |             | EM          | 63,16       |             | FN          | 36,84       | Pas de 3e   | Pas de 3e   | Pas de 3e   | Pas de 4e   | Pas de 4e   | Pas de 4e   | 22,90       |
| Européennes 2019    | Centre-Val de Loire |          | RN       | 25,44    |          | LREM     | 21,56    |          | EELV     | 11,48    |          | UDC      | 9,13     | 47,33    | Tour unique | Tour unique | Tour unique | Tour unique | Tour unique | Tour unique | Tour unique | Tour unique | Tour unique | Tour unique | Tour unique | Tour unique | Tour unique |
| Européennes 2019    | 18                  |          | RN       | 27,43    |          | LREM     | 20,23    |          | EELV     | 9,84     |          | UDC      | 8,48     | 48,03    | Tour unique | Tour unique | Tour unique | Tour unique | Tour unique | Tour unique | Tour unique | Tour unique | Tour unique | Tour unique | Tour unique | Tour unique | Tour unique |
| Européennes 2019    | 28                  |          | RN       | 27,88    |          | LREM     | 20,56    |          | EELV     | 10,09    |          | UDC      | 9,75     | 48,50    | Tour unique | Tour unique | Tour unique | Tour unique | Tour unique | Tour unique | Tour unique | Tour unique | Tour unique | Tour unique | Tour unique | Tour unique | Tour unique |
| Européennes 2019    | 36                  |          | RN       | 28,42    |          | LREM     | 19,23    |          | EELV     | 9,85     |          | UDC      | 9,03     | 45,99    | Tour unique | Tour unique | Tour unique | Tour unique | Tour unique | Tour unique | Tour unique | Tour unique | Tour unique | Tour unique | Tour unique | Tour unique | Tour unique |
| Européennes 2019    | 37                  |          | LREM     | 23,34    |          | RN       | 20,79    |          | EELV     | 14,13    |          | UDC      | 8,97     | 47,37    | Tour unique | Tour unique | Tour unique | Tour unique | Tour unique | Tour unique | Tour unique | Tour unique | Tour unique | Tour unique | Tour unique | Tour unique | Tour unique |
| Européennes 2019    | 41                  |          | RN       | 27,15    |          | LREM     | 20,48    |          | EELV     | 11,16    |          | UDC      | 9,09     | 44,84    | Tour unique | Tour unique | Tour unique | Tour unique | Tour unique | Tour unique | Tour unique | Tour unique | Tour unique | Tour unique | Tour unique | Tour unique | Tour unique |
| Européennes 2019    | 45                  |          | RN       | 25,26    |          | LREM     | 22,63    |          | EELV     | 11,54    |          | UDC      | 9,27     | 48,01    | Tour unique | Tour unique | Tour unique | Tour unique | Tour unique | Tour unique | Tour unique | Tour unique | Tour unique | Tour unique | Tour unique | Tour unique | Tour unique |
| Régionales 2021     | Centre-Val de Loire |          | UG       | 24,81    |          | RN       | 22,24    |          | UCD      | 18,82    |          | UC       | 16,65    | 67,26    |             | UGE         | 39,15       |             | UCD         | 22,61       |             | RN          | 22,24       |             | UC          | 16,00       | 66,87       |
| Régionales 2021     | 18                  |          | UG       | 27,01    |          | RN       | 23,82    |          | UCD      | 20,42    |          | UC       | 13,17    | 67,13    |             | UGE         | 39,92       |             | UCD         | 23,96       |             | RN          | 23,65       |             | UC          | 12,47       | 66,03       |
| Régionales 2021     | 28                  |          | RN       | 25,46    |          | UG       | 21,38    |          | UC       | 17,85    |          | UCD      | 17,67    | 68,19    |             | UGE         | 33,24       |             | RN          | 26,67       |             | UCD         | 21,93       |             | UC          | 18,16       | 67,63       |
| Régionales 2021     | 36                  |          | UCD      | 28,60    |          | UG       | 23,71    |          | RN       | 21,33    |          | UC       | 10,95    | 64,35    |             | UGE         | 36,47       |             | UCD         | 33,57       |             | RN          | 20,13       |             | UC          | 9,83        | 64,30       |
| Régionales 2021     | 37                  |          | UG       | 25,77    |          | UCD      | 18,91    |          | RN       | 18,46    |          | UC       | 16,18    | 70,63    |             | UGE         | 44,03       |             | UCD         | 22,38       |             | RN          | 17,88       |             | UC          | 15,71       | 68,78       |
| Régionales 2021     | 41                  |          | UC       | 23,98    |          | RN       | 22,16    |          | UG       | 21,40    |          | UCD      | 15,48    | 64,33    |             | UGE         | 35,50       |             | UC          | 22,91       |             | RN          | 22,40       |             | UCD         | 19,19       | 64,37       |
| Régionales 2021     | 45                  |          | UG       | 27,52    |          | RN       | 23,20    |          | UCD      | 16,73    |          | UC       | 16,02    | 67,46    |             | UGE         | 41,37       |             | RN          | 23,33       |             | UCD         | 20,19       |             | UC          | 15,10       | 67,22       |
| Présidentielle 2022 | Centre-Val de Loire |          | LREM     | 28,53    |          | RN       | 25,86    |          | LFI      | 18,68    |          | REC      | 6,58     | 25,01    |             | LREM        | 56,44       |             | RN          | 43,56       | Pas de 3e   | Pas de 3e   | Pas de 3e   | Pas de 4e   | Pas de 4e   | Pas de 4e   | 25,26       |
| Présidentielle 2022 | 18                  |          | RN       | 27,89    |          | LREM     | 27,10    |          | LFI      | 17,38    |          | REC      | 6,74     | 26,63    |             | LREM        | 52,56       |             | RN          | 47,44       | Pas de 3e   | Pas de 3e   | Pas de 3e   | Pas de 4e   | Pas de 4e   | Pas de 4e   | 26,84       |
| Présidentielle 2022 | 28                  |          | RN       | 28,16    |          | LREM     | 27,21    |          | LFI      | 18,42    |          | REC      | 6,73     | 25,98    |             | LREM        | 53,29       |             | RN          | 46,71       | Pas de 3e   | Pas de 3e   | Pas de 3e   | Pas de 4e   | Pas de 4e   | Pas de 4e   | 26,19       |
| Présidentielle 2022 | 36                  |          | RN       | 28,53    |          | LREM     | 26,03    |          | LFI      | 17,32    |          | REC      | 6,15     | 24,93    |             | LREM        | 51,40       |             | RN          | 48,60       | Pas de 3e   | Pas de 3e   | Pas de 3e   | Pas de 4e   | Pas de 4e   | Pas de 4e   | 24,82       |
| Présidentielle 2022 | 37                  |          | LREM     | 30,99    |          | RN       | 21,54    |          | LFI      | 20,77    |          | REC      | 6,09     | 23,96    |             | LREM        | 62,72       |             | RN          | 37,28       | Pas de 3e   | Pas de 3e   | Pas de 3e   | Pas de 4e   | Pas de 4e   | Pas de 4e   | 24,73       |
| Présidentielle 2022 | 41                  |          | LREM     | 27,92    |          | RN       | 27,77    |          | LFI      | 16,80    |          | REC      | 7,03     | 24,25    |             | LREM        | 53,81       |             | RN          | 46,19       | Pas de 3e   | Pas de 3e   | Pas de 3e   | Pas de 4e   | Pas de 4e   | Pas de 4e   | 23,88       |
| Présidentielle 2022 | 45                  |          | LREM     | 28,92    |          | RN       | 25,59    |          | LFI      | 18,93    |          | REC      | 6,82     | 25,02    |             | LREM        | 57,57       |             | RN          | 42,43       | Pas de 3e   | Pas de 3e   | Pas de 3e   | Pas de 4e   | Pas de 4e   | Pas de 4e   | 25,30       |

#### Circonscriptions législatives
Le Centre-Val de Loire compte au total 23 circonscriptions (soit une moyenne de 111 877 habitants par circonscription) :
| Cher                                                            | Eure-et-Loir                                                                         | Indre                                      | Indre-et-Loire                                                                                            | Loir-et-Cher                                                    | Loiret |
| --------------------------------------------------------------- | ------------------------------------------------------------------------------------ | ------------------------------------------ | --- | --------------------------------------------------------------- | --- |
| - 1re circonscription - 2e circonscription - 3e circonscription | - 1re circonscription - 2e circonscription - 3e circonscription - 4e circonscription | - 1re circonscription - 2e circonscription | - 1er circonscription - 2e circonscription - 3e circonscription - 4e circonscription - 5e circonscription | - 1er circonscription - 2e circonscription - 3e circonscription | - 1er circonscription - 2e circonscription - 3e circonscription - 4e circonscription - 5e circonscription - 6e circonscription |

| Circonscription | Députés par département | Députés par département | Députés par département       | Députés par département | Députés par département | Députés par département | Députés par département | Députés par département | Députés par département | Députés par département | Députés par département | Députés par département | Députés par département | Députés par département | Députés par département | Députés par département | Députés par département | Députés par département |
| --------------- | ----------------------- | ----------------------- | ----------------------------- | ----------------------- | ----------------------- | ----------------------- | ----------------------- | ----------------------- | ----------------------- | ----------------------- | ----------------------- | ----------------------- | ----------------------- | ----------------------- | ----------------------- | ----------------------- | ----------------------- | ----------------------- |
| Circonscription | Cher                    | Cher                    | Cher                          | Eure-et-Loir            | Eure-et-Loir            | Eure-et-Loir            | Indre                   | Indre                   | Indre                   | Indre-et-Loire          | Indre-et-Loire          | Indre-et-Loire          | Loir-et-Cher            | Loir-et-Cher            | Loir-et-Cher            | Loiret                  | Loiret                  | Loiret                  |
| Première        |                         | RE                      | François Cornier-Bouligeon[a] |                         | RE                      | Guillaume Kasbarian     |                         | Hor.                    | François Jolivet        |                         | ECO                     | Charles Fournier        |                         | MODEM                   | Mathilde Desjonquères   |                         | RE                      | Stéphanie Rist          |
| Deuxième        |                         | GDR                     | Nicolas Sansu                 |                         | LR                      | Olivier Marleix         |                         | LR                      | Nicolas Forissier       |                         | RE                      | Daniel Labaronne        |                         | RN                      | Roger Chudeau           |                         | RE                      | Caroline Janvier        |
| Troisième       |                         | Hor.                    | Loïc Kervran                  |                         | Hor.                    | Luc Lamirault           |                         |                         |                         |                         | Hor.                    | Henri Alfandari         |                         | RE                      | Christophe Marion       |                         | RN                      | Mathilde Paris          |
| Quatrième       |                         |                         |                               |                         | MODEM                   | Philippe Vigier         |                         |                         |                         |                         | RE                      | Fabienne Colboc         |                         |                         |                         |                         | RN                      | Thomas Ménagé           |
| Cinquième       |                         |                         |                               |                         |                         |                         |                         |                         |                         |                         | MODEM                   | Sabine Thillaye         |                         |                         |                         |                         | RE                      | Anthony Brosse          |
| Sixième         |                         |                         |                               |                         |                         |                         |                         |                         |                         |                         |                         |                         |                         |                         |                         |                         | MODEM                   | Richard Ramos           |

[a] : En suppléance de Marc Fesneau, entré au gouvernement.

### Coopération décentralisée
Le Centre-Val de Loire et la région de Mopti (Mali) ont signé un accord de coopération décentralisée en décembre 2005. Dans le cadre de cette coopération, le projet « Loire-Niger ».
Un autre accord a été signé avec la région du Gorgol en Mauritanie.

## Économie
Le Centre-Val de Loire est la première région céréalière en Europe et la sixième région industrielle française.
Une agence de développement économique, appelée Centréco, a été créée en 1994 par le Conseil régional du Centre pour favoriser la venue d'investissements et l’implantation de nouvelles entreprises en région Centre-Val de Loire. Celle-ci assure une mission d’information et de promotion économique en France et à l’international, d’accompagnement d’entreprises régionales à l’export et de valorisation des produits régionaux via une signature régionale, du Centre.
Depuis le samedi 1er octobre 2022, l’agglo du Grand Châteaudun devient officiellement propriétaire et gestionnaire de la plate-forme aéronautique qui a abrité durant des décennies la Base aérienne 279 – Lieutenant Marcel-Beau avec pour projet la transformation de l'ancienne base en petit aéroport.
En 2022, est installée la première Maison des Brocanteurs de la région à l'Hôtel-Dieu de Châteaudun.

### Économie verte
Le Centre-Val de Loire totalise 6 913 personnes exerçant une profession verte et 141 562 une profession verdissante, selon le rapport "Économie verte en Centre-Val de Loire" publié en juin 2022.

### Énergie

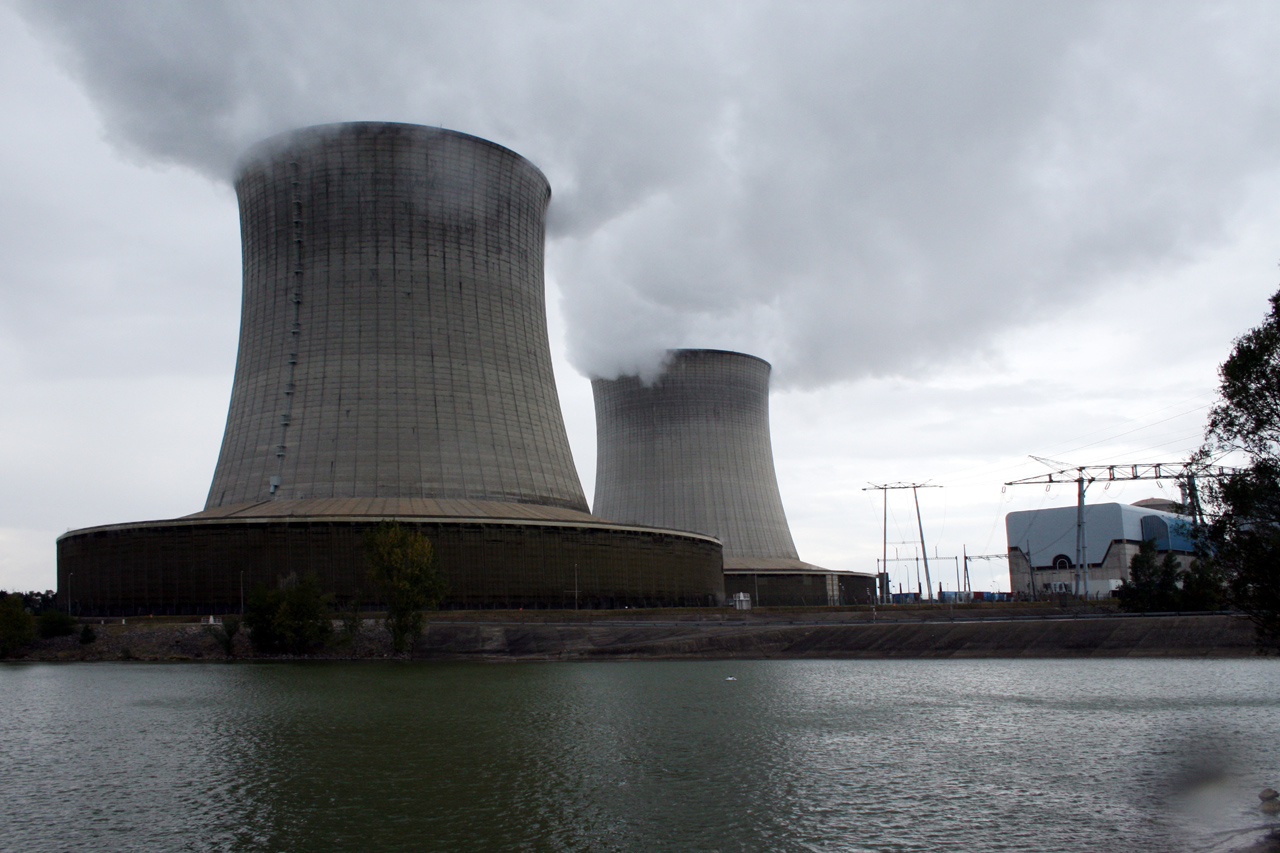
La centrale nucléaire de Saint-Laurent-des-Eaux.

La principale production d’énergie du Centre-Val de Loire est d’origine nucléaire et ne sert pas exclusivement le niveau régional. Quatre centrales — Chinon, Saint-Laurent-des-Eaux, Belleville et Dampierre — représentent la quasi-totalité[réf. souhaitée] de la production énergétique régionale et produisent 15 % de l’énergie nucléaire française. La proximité de l'Île-de-France, forte consommatrice d’électricité a justifié l’implantation de ces centrales[réf. souhaitée]. Pour le transport de l'énergie, un réseau dense de lignes électriques de hautes et très hautes tensions est présent sur tout le territoire régional (4 382 km au 1er janvier 2002). Il y a trois barrages hydroélectriques sur l’Indre.
La consommation régionale représente 4 % de la consommation d’énergie nationale ce qui reste proportionnel à la population. La tendance globale est à l’augmentation de la consommation liée, entre autres, à l’évolution des comportements individuels.
Les ressources utilisées sont les produits pétroliers, le gaz naturel et l’électricité nucléaire. La consommation de gaz naturel et d’énergie nucléaire a presque doublé en seize ans (pour la période 1982/1998)[réf. souhaitée].
Le potentiel d’énergies renouvelables disponibles a été estimé à plus de 900 000 tep/an (tonne d'équivalent pétrole/an), sachant que la consommation totale est évaluée à six millions de tep.
Le bois est le premier gisement d’énergie renouvelable du Centre-Val de Loire. Le taux de boisement atteint 22 % et a connu un accroissement de 40 % en un siècle. La région compte 650 entreprises d’exploitation ou de scierie. L’usage de la paille peut également être associé à la filière bois.
La région est la première productrice de colza, elle produit également du diester (additif du gazole à hauteur de 5 %) et de l’éthanol (à partir de blé ou de betterave) permettant la création de biocarburants.
Il existe par ailleurs une petite production de pétrole dans le département du Loiret, d'environ 45 000 tonnes par an (soit moins de 1 000 barils par jour).
En 2006, le Centre-Val de Loire est la première région pour la production d'électricité éolienne avec une capacité de près de 244 MW. L'Eure-et-Loir représente près de 67 % de ce total avec 77 éoliennes installées[Passage à actualiser]. En 2017, selon RTE, la région Centre-Val de Loire possède une capacité éolienne de 1 016,9 MW.
Une centrale solaire va installer Châteaudun en territoire à énergie positive avec 83 ha de surface, 196000 panneaux solaires, 106 MW... la ferme solaire du Grand Châteaudun va alimenter 52 000 habitants en énergie verte.

## Population et société

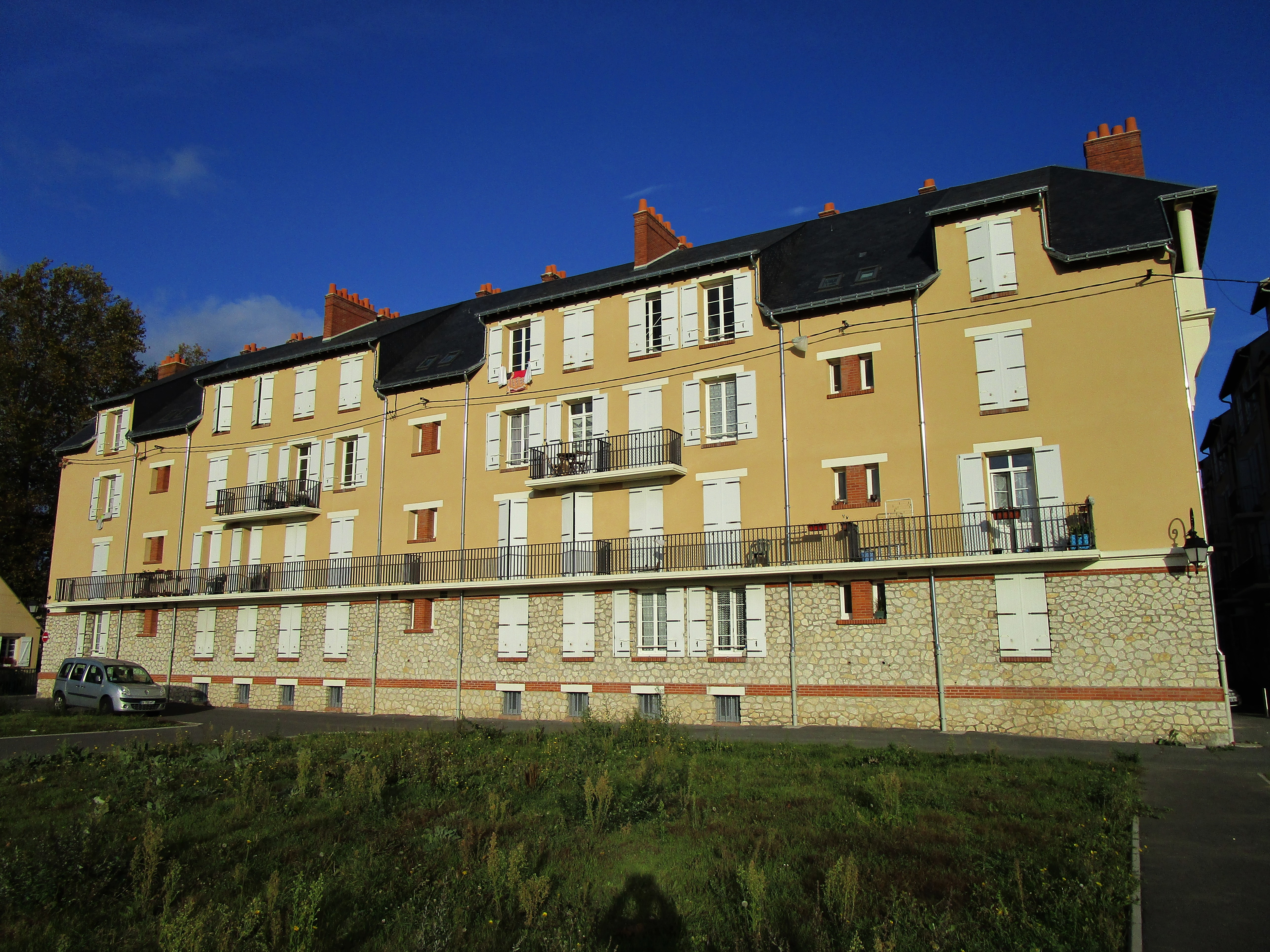
Logements sociaux des années 1920 du quartier Lamartine à Tours.

### Démographie
Le Centre-Val de Loire a connu une forte croissance démographique. La population de l'axe ligérien est près de dix fois supérieure à celle du siècle dernier[réf. souhaitée]. Environ 10 % de la population de la région habite en zone inondable. Orléans, par exemple, s'est développée beaucoup plus vite en zone inondable qu'en zone non inondable. Une crue similaire à la grande crue de 1856 provoquerait en région des dommages estimés à cinq milliards d'euros touchant 300 000 personnes, 13 600 entreprises sur 110 000 hectares.
Lors du recensement partiel de 2004, le Centre-Val de Loire a gagné 40 000 habitants par rapport au chiffre de 1999, pour atteindre 2 480 000 habitants. Le taux de croissance reste stable autour de 0,32 %, inférieur aux chiffres nationaux. Au niveau population, la région est la douzième (sur 13).
Le recensement de 2022 dénombre dans la région 2 581 597 habitants.
| 1968      | 1975      | 1982      | 1990      | 1999      | 2006      | 2011      | 2016      | 2021      |
| --------- | --------- | --------- | --------- | --------- | --------- | --------- | --------- | --------- |
| 1 990 238 | 2 152 500 | 2 264 164 | 2 371 036 | 2 439 962 | 2 519 567 | 2 556 835 | 2 577 866 | 2 573 303 |

| 2022      | - | - | - | - | - | - | - | - |
| --------- | - | - | - | - | - | - | - | - |
| 2 581 597 | - | - | - | - | - | - | - | - |

#### Communes les plus peuplées
| Nom                 | Code Insee | Département    | Superficie (km2) | Population (dernière pop. légale) | Densité (hab./km2) | Modifier                                    |
| ------------------- | ---------- | -------------- | ---------------- | --------------------------------- | ------------------ | ------------------------------------------- |
| Tours               | 37261      | Indre-et-Loire | 34,67            | 138 668 (2022)                    | 4 000              | modifier les données · modifier les données |
| Orléans             | 45234      | Loiret         | 27,48            | 116 344 (2022)                    | 4 234              | modifier les données · modifier les données |
| Bourges             | 18033      | Cher           | 68,74            | 64 238 (2022)                     | 935                | modifier les données · modifier les données |
| Blois               | 41018      | Loir-et-Cher   | 37,46            | 47 092 (2022)                     | 1 257              | modifier les données · modifier les données |
| Châteauroux         | 36044      | Indre          | 25,54            | 43 079 (2022)                     | 1 687              | modifier les données · modifier les données |
| Joué-lès-Tours      | 37122      | Indre-et-Loire | 32,41            | 38 432 (2022)                     | 1 186              | modifier les données · modifier les données |
| Chartres            | 28085      | Eure-et-Loir   | 16,85            | 37 990 (2022)                     | 2 255              | modifier les données · modifier les données |
| Dreux               | 28134      | Eure-et-Loir   | 24,27            | 31 205 (2022)                     | 1 286              | modifier les données · modifier les données |
| Vierzon             | 18279      | Cher           | 74,50            | 25 254 (2022)                     | 339                | modifier les données · modifier les données |
| Olivet              | 45232      | Loiret         | 23,39            | 22 988 (2022)                     | 983                | modifier les données · modifier les données |
| Saint-Jean-de-Braye | 45284      | Loiret         | 13,70            | 22 088 (2022)                     | 1 612              | modifier les données · modifier les données |
| Fleury-les-Aubrais  | 45147      | Loiret         | 10,12            | 21 664 (2022)                     | 2 141              | modifier les données · modifier les données |

### Éducation
L'académie d'Orléans-Tours regroupe six inspections académiques représentant les départements de la région : Cher, Eure-et-Loir, Indre, Indre-et-Loire, Loir-et-Cher et Loiret.
L'enseignement supérieur est délivré par l'université d'Orléans, l'université de Tours, l'INSA Centre Val de Loire, le centre hospitalier régional d'Orléans - en cours de transformation à compter de 2022 en centre hospitalier universitaire, décision saluée et soutenus par la plupart des élus nationaux et locaux du Loiret et de la région de tous bords -, le centre hospitalier régional universitaire de Tours entre autres.

## Patrimoine culturel

### Patrimoine architectural historique

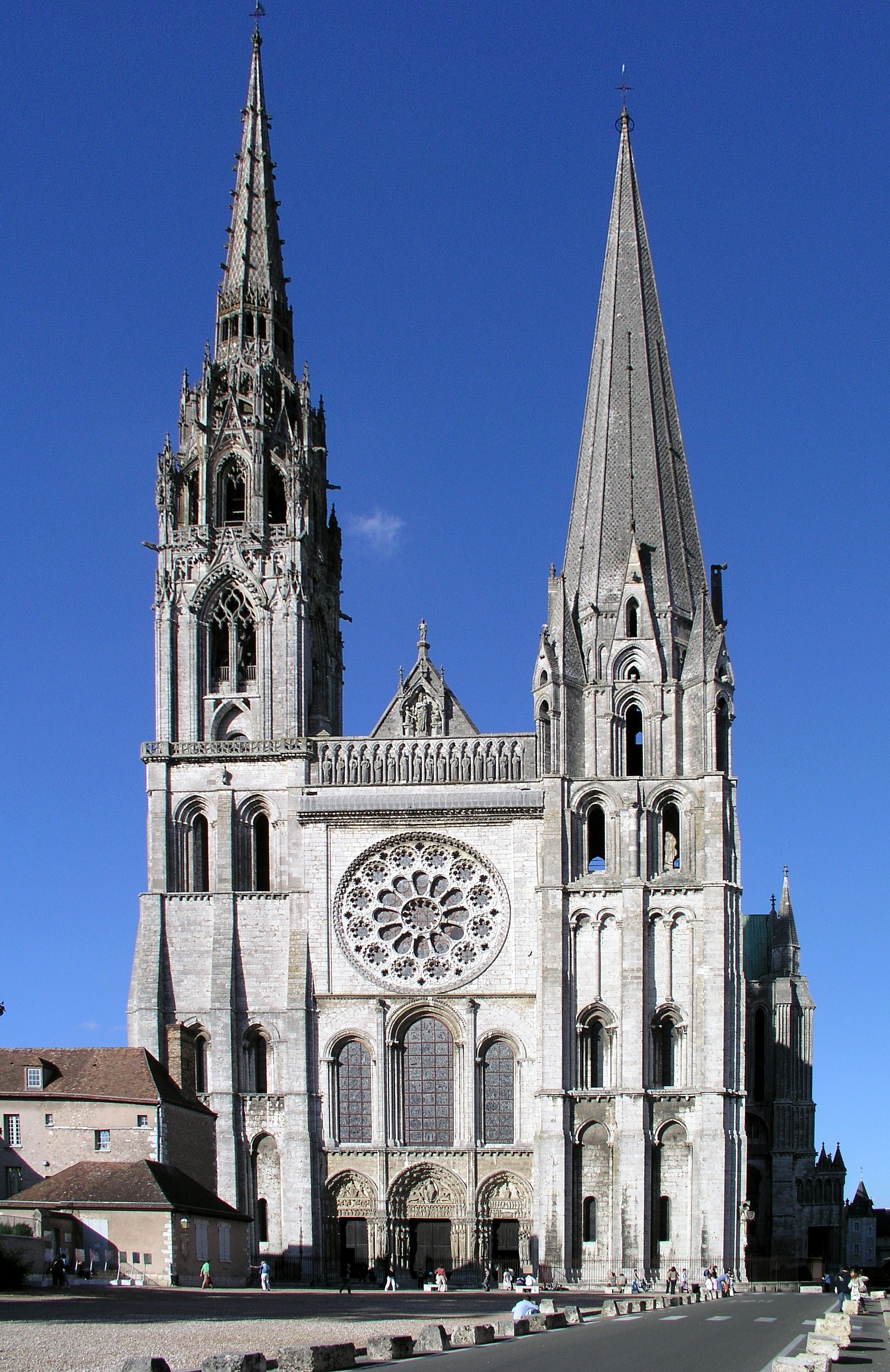
La façade occidentale de la cathédrale de Chartres, le portail royal et le parvis.

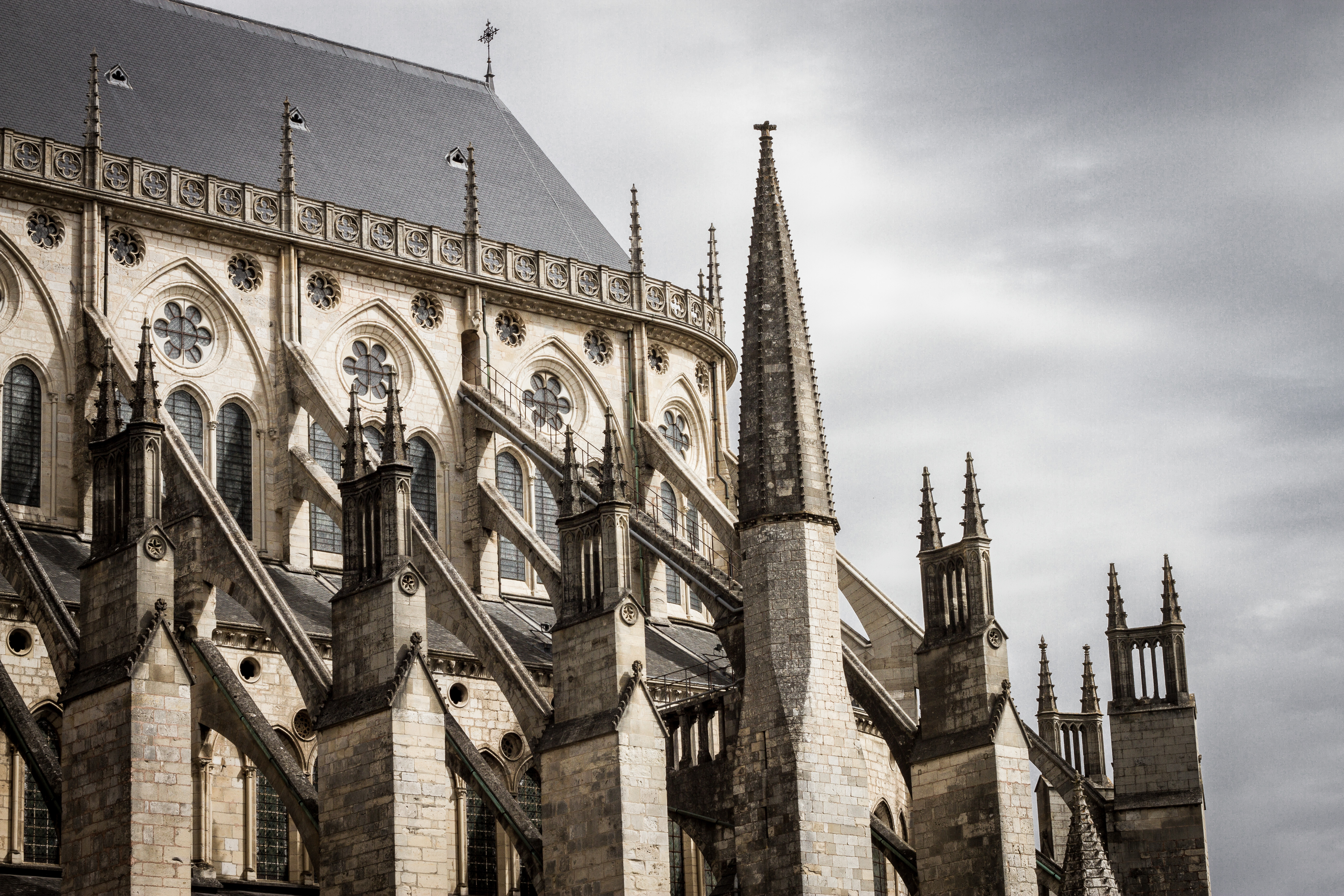
La Cathédrale Saint-Étienne de Bourges.

La cathédrale Notre-Dame de Chartres, l'une des plus grandes cathédrales de France, connue pour ses vitraux et sa nef gothique, est construite au début du XIIIe siècle et inscrite au Patrimoine mondial de l'UNESCO depuis 1979.
La cathédrale Saint-Étienne de Bourges, dont la construction a débuté en 1183 et duré trois siècles, est également inscrite depuis décembre 1992 sur la liste du patrimoine mondial de l'UNESCO. Seule cathédrale française à six travées, elle est la clé de la route Jacques-Cœur, qui rassemble les 18 plus beaux monuments du Cher. Elle est aussi le point de rassemblement des Riches Heures du Duc du Berry et des palais et châteaux des princes et rois de la famille d'Orléans, avec plus de deux cents châteaux de la Loire et du Cher, alliant de superbes châteaux historiques du Berry à la Touraine, bâtis pour la plupart de 920 après J.-C. à 1870.
Les cathédrales d'Orléans et de Tours sont d’autres exemples d'art gothique (celle d'Orléans, bien qu'en grande partie détruite en 1568 par les protestants lors des guerres de Religion, conserve des éléments des XIIIe-XVe siècles (chapelles rayonnantes du chœur) mais a été en grande partie reconstruite « à l'identique » aux XVIIe, XVIIIe et XIXe siècles sous l'impulsion des Bourbons Henri IV, Louis XIV, Louis XV, etc.).
Dès le XVe siècle, et avec l'accélération des rois de la Renaissance, dont François Ier, mécène de Léonard de Vinci, les châteaux de la Loire reçoivent toute la Cour et les princes dans de somptueux écrins de pierre, destinés aussi à profiter des douceurs de la Loire et des forêts giboyeuses. Parmi ces très nombreux châteaux et les forteresses médiévales, le plus connu est le château de Chambord, entouré de 300 ha de bois et forêts. On peut également citer les châteaux de Blois, Chenonceau, Azay-le-Rideau, Cheverny, Villandry, Valençay, Loches, Amboise, Château-Gaillard (Amboise), Chinon, Ussé, Chaumont-sur-Loire, Blet, Ainay-le-Vieil, Bourges, Châteaudun, Langeais, Le Rivau, Chamerolles, Sully-sur-Loire, Gien, Beauregard, Villesavin, Talcy, Gizeux, etc.
Le palais Jacques-Cœur à Bourges, du XVe siècle, construit par l'un des plus riches citoyens du XVe siècle en France, préfigure les hôtels particuliers qui fleuriront à la Renaissance.
Construit entre 1515 et 1521, le château de Chenonceau compte parmi les plus anciens bâtiments de la Loire. Il était fameux en raison de ses fêtes pendant le XVIe siècle. Les « femmes de Chenonceau » sont bien connues : Catherine de Médicis et Diane de Poitiers (respectivement épouse et favorite de Henri II).
Moins connus sont l'abbaye de Ferrières (VIIe siècle), l'oratoire carolingien de Germigny-des-Prés (IXe siècle), l'Abbaye de la Trinité de Vendôme (XIe siècle-XVe siècle), l'abbaye de Fleury à Saint-Benoît-sur-Loire (XIe siècle), la basilique de Cléry-Saint-André (XVe siècle), près d'Orléans, qui sont les témoins encore subsistants du rayonnement architectural et culturel majeur de la région.